# مسافران (فیلم ۲۰۰۸)
مسافران (انگلیسی: Passengers) فیلمی در ژانر مهیج به کارگردانی رودریگو گارسیا است که در سال ۲۰۰۸ منتشر شد.

## بازیگران
- آنا هاتاوی
- پاتریک ویلسون
- کلیا دووال
- آندره بروگر
- دیوید مورس
- دایان ویست
- ویلیام بی. دیویس
- راین رابینز
- کارن آستین